# Gary Mulligan
Gary Thomas Mulligan (* 23. April 1985 in Dublin) ist ein irischer Fußballspieler. Der Stürmer wurde in der Jugendabteilung der Wolverhampton Wanderers ausgebildet und stand zuletzt bis zum Ende der Saison 2009/10 bei Northampton Town unter Vertrag.

## Sportlicher Werdegang
Das „Eigengewächs“ der Wolverhampton Wanderers konnte sich in der Profimannschaft nicht durchsetzen, kam beim damaligen Zweitligisten am 21. August 2004 gegen den FC Burnley (1:1) zu seinem einzigen Acht-Minuten-Kurzeinsatz und wurde im Oktober 2004 für drei Monate an das viertklassige Rushden & Diamonds ausgeliehen. Dort debütierte er nach drei Tagen gegen Chester City (0:1) als Einwechselspieler und traf kurz danach bei seiner zweiten Partie gegen die Wycombe Wanderers (1:1) ins gegnerische Netz. Insgesamt gelangen ihm drei Tore in dreizehn Meisterschaftspartien, bevor er nach Wolverhampton zurückkehrte. Dort kam er zu keinem weiteren Profieinsatz und nach acht Partien in der Reserveelf und Verletzungsproblemen wurde er am Ende der Saison 2004/05 für einen Vereinswechsel freigestellt.
Die nächste Station des Dubliners war ab Juli 2005 Sheffield United. Bei den „Blades“ fand er jedoch ebenso wenig sein sportliches Glück und nach nur zwei Partien im Ligapokal und einer dreimonatigen Leihperiode beim Drittligisten Port Vale ging es im direkten Anschluss ab Januar 2006 erneut auf Leihbasis zum Konkurrenten FC Gillingham. Nach einer einmonatigen Verletzungspause arbeitete sich Mulligan dort kontinuierlich in die erste Mannschaft und brachte es bis zum Saisonende noch auf 13 Ligabegegnungen.
Trotz seiner Schwäche, die bis dato in der relativ geringen Torausbeute lag, war mit Ronnie Jepson der Trainer der „Gills“ vor allem von der Einsatzbereitschaft des Stürmers angetan und dieser entschied sich im Mai 2006 dazu, den Iren dauerhaft unter Vertrag zu nehmen. In der Spielzeit 2006/07 absolvierte Mulligan 42 Pflichtspiele und erhielt vereinsintern hinter Andrew Crofts und Mark Bentley die Auszeichnung zum drittbesten Fußballer des Jahres. Unter Jepsons Nachfolger Mark Stimson wendete sich jedoch das Blatt; Mulligan verlor seinen Stammplatz und die von ihm anvisierten 15 bis 20 Saisontore verpasste er mit fünf Treffern deutlich – zu allem Unglück kam der Abstieg seines Klubs in die viertklassige Football League Two am Ende der Spielzeit 2007/08. Trotz der Überlegung, den Verein verlassen zu wollen, einigten sich die Parteien im Juni 2008 auf einen neuen Einjahresvertrag. Nach einem vielversprechenden Start in die Saison 2008/09 mit einem Treffer in der letzten Minute gegen den AFC Bournemouth zum 1:1 verlief die Runde für den Iren trotz des Aufstiegs in die Football League One sportlich sehr enttäuschend und nach nur insgesamt zwei Toren in 31 Partien endete sein Engagement beim FC Gillingham im Sommer 2009.
Im Juli 2009 unterschrieb Mulligan einen neuen Einjahresvertrag beim Viertligaklub Northampton Town; zu einer Verlängerung des Engagements darüber hinaus kam es nicht.